# Dékány Ferenc
Dékány Ferenc dr. (Budapest, 1929. március 12. – Mende, 2008. november 23.) labdarúgó, labdarúgóedző. Az ELTE ÁJTK-n jogi doktori címet szerzett. 1961-től ügyvédként is dolgozott. 1967-ben TF-en edzői oklevelet szerzett (labdarúgó szakedző).

## Pályafutása

### Játékosként
1945-től 1961-ig a Ferencváros színeiben játszott (1949-1950: ÉDOSZ, 1951-1956: Bp. Kinizsi néven). 1949-ben mutatkozott be az élvonalban. Lakat Károllyal nagyszerű fedezetpárt alkotott. A Fradiban összesen 362 mérkőzésen játszott (258 bajnoki, 87 nemzetközi, 17 hazai díjmérkőzés) és 4 gólt szerzett (2 bajnoki, 2 egyéb). 1958-ban az MNK győztes csapat tagja. A válogatottban sohasem mutatkoztt be (egyszeres ifjúsági, háromszoros utánpótlás, háromszoros Budapest és 12-szeres B válogatott).

### Sportvezetőként
1973 és 1976 között az FTC labdarúgó szakosztályának elnöke volt. Ebben az időszakban játszott KEK döntőt a csapat és egy évre rá bajnok és kupagyőztes lett egyszerre Dalnoki Jenő vezetőedző vezérletével. 1971-től két évtizeden át az FTC elnökségének is a tagja volt.

## Sikerei, díjai
- MNK (1958)
- A Magyar Népköztársaság Érdemes Sportolója (1955)[1]
- az FTC örökös bajnoka (1974).